# Pregarten
Pregarten je město v rakouské spolkové zemi Horní Rakousy, v okrese Freistadt. Žije zde přibližně 5 300 obyvatel.  Sousedí s obcemi Wartberg ob der Aist s více než 4 400 obyvateli (městys od roku 1983) a Hagenberg im Mühlkreis (přes 2 900 obyvatel, městys od roku 1991). Od roku 2011 se datují snahy spojit všechny tři sousedící obce do jednoho města, které by neslo společný název Aist a počtem obyvatel by převýšilo nynější sídlo okresu (tj. Freistadt).

## Pamětihodnosti
Farní třílodní kostel svaté Anny byl postaven v letech 1893–1897 stavitelem Otto Schirmerem v  novogotickém slohu. Původní kostel, který stál na pergantském náměstí, byl v roce 1903 zbořen a na jeho místě postaven mariánský sloup.
Farní kostel ukrývá svébytnou relikvii v podobě malého dřevěného křížku, do nějž je vložen kus původního exempláře Všeobecné deklarace lidských práv.

## Geografie
Pregarten leží v nadmořské výšce 425 metrů v údolí Unteres Mühlviertel. Od severu k jihu měří 10,8 km a od západu k východu 5 km. Centrum obce se nachází na kopci poblíž řeky Feldaist. Osídlená oblast Pregartenu přímo sousedí se sousedními obcemi Wartberg a Hagenberg. Vzdálenost mezi náměstím Pregartenu a centry obou obcí je vzdušnou čarou 1,6 km.
Jeho rozloha je 27,8 km², z toho 60,8 % je zemědělská půda, 4,5 % tvoří zahrady a 26 % jsou lesy. Z celé rozlohy území je 78 % osídleno.

### Sousední obce
| Neumarkt  | Kefermarkt | Gutau    |
| Hagenberg |            | Tragwein |
| Wartberg  | Ried i. R. |          |